# Grote Prijs van Locle
De Grote Prijs van Locle is een voormalige wielerwedstrijd op Zwitserse bodem. De wedstrijd werd verreden als eendagswedstrijd in en rond de gemeente Le Locle. De wedstrijd kende vijftien edities die, met enige tussenpozen, plaatsvond tussen 1939 en 1962. De enige Nederlander die de wedstrijd op zijn naam schreef was Piet Damen, hij won in 1959. Tweemaal eindigde een Belg als tweede op het podium, dit waren Marcel Kint in 1946 en Germain Derycke in 1956.

## Lijst van Winnaars

### Overwinningen per land
| Overwinningen | Land        |
| ------------- | ----------- |
| 8             | Zwitserland |
| 4             | Frankrijk   |
| 2             | Italië      |
| 1             | Nederland   |